# Bundesautobahn 480
Bundesautobahn 480 (em português: Auto-estrada Federal 480) ou A 480, é uma auto-estrada na Alemanha.
A Bundesautobahn 480 tem 17 km de comprimento.

## Estados
Estados percorridos por esta auto-estrada:
- {{{3}}}